# Carindacillin
Carindacillin (INN), còn được gọi Carbenicillin indanyl (USAN) là một loại kháng sinh penicillin. Nó là một tiền chất của carbenicillin.
Nó được dùng bằng đường uống, như muối natri. Nó không còn được bán trên thị trường ở Hoa Kỳ, nhưng đã được Pfizer bán trên thị trường dưới tên thương hiệu Geocillin.